# Georges Viennot-Bourgin
Georges Viennot-Bourgin (ur. 17 kwietnia 1906  w Fontaine-Française, zm. 8 lutego 1986 w Wersalu) – francuski fitopatolog.

## Życiorys
Był synem Emile'a Viennota i Hélène Darcy, ale został adoptowany w 1931 r. przez Huberta Bourgina i Marguerite Darcy. Ci dwaj naukowcy zachęcili go do nauki i studiów. Już w wieku 15 lat stworzył kolekcję owadów. W 1927 r. po ukończeniu National School of Agriculture w Thiverval-Grignon uzyskał tytuł inżyniera rolnictwa i jako stażysta rozpoczął pracę w laboratorium instytutu agronomicznego. Zajmował się badaniem rdzy zbożowej, zwalczaniem chorób zbóż i ziemniaków, lnu i innych roślin. W 1929 r. został kierownikiem katedry botaniki i patologii roślin w l'École nationale d'agriculture de Grignon (Krajowej Szkole Rolnictwa w Grignon), a w 1930 uzyskał tytuł profesora. Aż do emerytury (z kilkuletnią przerwą na pracę w prywatnym laboratorium) pracował jako wykładowca l'Académie d'agriculture de France. W 1956 roku był kierownikiem projektu na Kongresie Edukacji Rolniczej w Rzymie. W latach 1960–1976 co roku uczestniczył w kursie mykologii medycznej prowadzonym przez Instytut Pasteura. Zrobi to również w latach 1962–1975 w Instytucie Agronomicznym w Tunisie, a od 1969 do 1979 r. w Instytucie Agronomiczno-Weterynaryjnym Hassana II w Rabacie. Wykładał w Iranie (lipiec 1957 r., marzec-kwiecień 1968 r., lipiec 1974 r., maj 1977 r.), w Izraelu (maj 1961 r., maj 1965 r.), na wydziałach nauk w Algierze (1962, 1970) i New Delhi. W 1929 r. poślubił Madeleine Lefeuvre. Mieli dwoje dzieci.
Był aktywnym członkiem la Société de pathologie végétale et d'entomologie agricole, Société botanique de France, Société mycologique de France. W latach 1971–1976 jest przewodniczącym Śródziemnomorskiej Unii Fitopatologicznej, w latach 1971-74 prezesem Société française de phytopathologie. Za osiągnięcia naukowe otrzymał wiele nagród.

## Praca naukowa
W 1931 roku we Francji pojawia się mączniak rzekomy chmielu – groźna choroba dewastująca plantacje chmielu w Burgundii i Alzacji, a także w Anglii i Bawarii. Georges'owi Viennot-Bourginovi polecono opracowanie metod jej zwalczania. Później zajmuje się badaniem choroby żyta wywołanej przez patogena Tilletia. Publikuje wiele prac naukowych z zakresu fitopatologii, dla studentów skrypty o grzybach, bakteriach i wirusach wywołujących choroby drzew owocowych, winorośli i ziemniaków. Pisze także artykuły naukowe dla specjalistycznych czasopism rolniczych. Publikuje liczne prace badawcze o wywoływanych przez grzyby wirusy i bakterie chorobach drzew owocowych, zbóż, cebuli, piwonii, begonii, bratków, mieczyków, różaneczników i innych roślin ozdobnych, fasoli, lnu, cyprysów, palm, a nawet o florze gleby. W 1956 publikuje książkę o grzybowych chorobach roślin. Razem z Eugène'em Mayor piszą artykuły o mykobiocie regionu Neuchâtel (1948), Langwedocji i Prowansji (1949), Korsyki (1950) i Valais (1960) i innych.
W 1949 r. Roger Heim i Eugène Mayor zlecają mu zajęcie się chorobami roślin tropikalnych. Po osobistych  terenowych badaniach przeprowadzonych na Wybrzeżu Kości Słoniowej, w Gwinei, Iranie, oraz przeprowadzeniu analizy prac innych naukowców, Georges Viennot-Bourgin publikuje serię prac o patogenach z grupy Ustilaginales, Uredinales i innych patologicznych grzybach mikroskopijnych krajów tropikalnych.
Opisał nowe taksony grzybów. W ich naukowych nazwach dodawany jest skrót jego nazwiska Vienn.-Bourg.